# 佐竹東家
佐竹東家は、清和源氏佐竹氏の分流にあたる武家・士族・華族だった家。戦国時代に常陸国太田城の東に住したため、こう呼ばれる。江戸時代に佐竹氏が出羽国久保田藩（秋田藩）に減転封された後には同藩の一門家臣となり、維新後には士族を経て華族の男爵家に列した。

## 歴史
常陸守護で常陸太田城主の佐竹義治の五男佐竹政義を祖とする。政義が太田城の東に住したため、こう呼ばれるようになった。4代当主義久は豊臣秀吉のもとで厚遇され、常陸で6万石を領した。しかし関ケ原の合戦で西軍に付いた佐竹氏は出羽国久保田藩（秋田藩）に減転封されたため、江戸時代には6000石を領するにとどまった。
佐竹義寿の代に維新を迎えた。戊辰戦争で勤王の功を立て家名は大いに栄えた。しかし明治17年に義寿が死去したため、その娘だった克子、ついで先代義祚の未亡人だった佐竹ギン（銀子とも。出羽国亀田藩主岩城隆喜の八女）が女戸主となった。維新後、佐竹東家は士族だったが、本家筋の佐竹義生侯爵が佐竹東家の華族編列・授爵請願運動を行い、明治31年（1898年）12月付けで宮内大臣田中光顕に宛てて「勤王功労者華族ニ被列度願書」を提出。その中で義生は、佐竹東家について常陸国在封中には7万石を領して叙位任官も拝受し、秋田へ転封された後も実際の禄高と関わりなく1万石の資格が与えられていた家で、王政維新に際しては家兵を率いて王師に尽し、鎮撫使からも東北鎮定の偉功を奏ぜられたことを挙げ、その功績を以て華族編列・授爵あるよう請願した。
明治33年5月9日には他の佐竹分流四家（北家の佐竹義尚、南家の佐竹義雄、西家の佐竹義遵）が華族の男爵に叙されたが、東家については女戸主だったため、この段階では授爵から外れた。明治33年5月5日付けの宮内省当局側審査書類には注記として「佐竹一門四家の一なる佐竹義寿は外三家と同一の功あるも、現在女戸主なるを以て恩典に加わることを得ず。他日男子の相続人定まりたる時に於いて御詮議あらんことを」と記している。その後松浦詮伯爵の四男準がギンの養子入りをして佐竹義準に改名し、明治36年12月7日にギンが隠居して家督相続したのを受けて、明治39年9月17日付けで男爵位が与えられた。佐竹義準男爵は韓国統監秘書官、朝鮮総督府事務官などを歴任し、貴族院議員に当選すること2回に及んだ。
その子の2代男爵佐竹義利の代の昭和前期に佐竹東家男爵家の住居は東京市世田谷区東玉川町にあった。

## 歴代当主
1. 佐竹政義
2. 佐竹義堅
3. 佐竹義喬
4. 佐竹義久
5. 佐竹義賢
6. 佐竹義直
7. 佐竹義長
8. 佐竹義寛
9. 佐竹義秀
10. 佐竹義本
11. 佐竹義智
12. 佐竹義路
13. 佐竹義府
14. 佐竹義冨
15. 佐竹義徳
16. 佐竹義珍
17. 佐竹義致
18. 佐竹義典
19. 佐竹義祚
20. 佐竹義寿
21. 佐竹克子
22. 佐竹ギン
23. 佐竹義準
24. 佐竹義利